# European Mentoring and Coaching Council
European Mentoring and Coaching Council (EMCC) är en branschorganisation för coacher och mentorer som utbildar och certifierar dessa. 
Organisationen grundades 1992 som  Mentoring Coaching Council och bytte namn år 2002.
EQA (European Quality Award) är en kvalitetsmärkning på fyra olika nivåer som EMCC använder vid bedömning av utbildningsprogram. Den högsta nivån master practitioner motsvarar en masterexamen vid högskola eller universitet.
EIA (European Individual Accreditation) är en individuell europeisk certifiering av coacher och mentorer på fyra olika kompetensnivåer.